# Мемнон (Эсхил)
«Мемнон» (др.-греч. Μέμνων) — трагедия древнегреческого драматурга Эсхила (первая половина V века до н. э.), посвящённая мифам о Троянской войне. Её текст почти полностью утрачен.
Заглавный герой пьесы — царь эфиопов, который пришёл на помощь троянцам и убил в бою юного Антилоха. Более точных данных о сюжете нет, так как от всего текста сохранились только несколько строк. В одном фрагменте Мемнон рассказывает об Эфиопии, в другом кто-то из ахейцев говорит о Мемноне: «Он близится, и хлад вселяет в душу к нам…».